# Enrique Lamelas
Enrique Lamelas – kubański bokser, złoty medalista igrzysk Ameryki Środkowej i Karaibów z roku 1950.

## Kariera
W marcu 1950 roku zdobył złoty medal na igrzyskach Ameryki Środkowej i Karaibów w Gwatemali. W finale zmierzył się z Meksykaninem Manuelem Castro, pokonując go na punkty. Rok później rywalizował na igrzyskach panamerykańskich w Buenos Aires, ale w ćwierćfinale przegrał na punkty.
W latach 1951–1955 był bokserem zawodowym, a większość pojedynków stoczył w Hawanie. Zremisował m.in. z Amerykaninem Pappym Gaultem w roku 1952 oraz zanotował zwycięstwa nad takimi zawodnikami jak Sergio Peñalver oraz Zenobio Becerra. Ostatni zawodowy pojedynek stoczył 11 czerwca 1955 roku, przegrywając na punkty z Andym Arelem.